# Əliqulular
Əliqulular è un comune dell'Azerbaigian situato nel distretto di İmişli. Conta una popolazione di 2 197 abitanti.